# Shearman & Sterling
Shearman & Sterling war eine internationale Rechtsanwaltssozietät mit weltweit 25 Niederlassungen, die sich im Wesentlichen auf Wirtschaftsrecht, insbesondere Corporate Finance, Kapitalmarktrecht und Mergers & Acquisitions spezialisiert hat. Im Jahr 2024 fusionierte sie mit Allen & Overy unter dem Namen A&O Shearman.

## Geschichte
Die Kanzlei wurde 1873 durch Thomas Shearman und John William Sterling (1844–1918) gegründet. Shearman hatte sich die Reputation eines erfolgreichen Prozessrechtsanwalts verdient und Sterling hatte weitreichende Beziehungen zwischen Mandanten und Vertretern der Wirtschaft geknüpft. Im Laufe der Jahre expandierte die Kanzlei nach Europa, den Mittleren Osten, Asien und Lateinamerika.
In Deutschland wurde das erste Büro 1991 in Düsseldorf gegründet. Es folgten weitere Büros in Frankfurt, München und Mannheim (Zusammenschluss mit Schilling Zutt Anschütz 2000). Am 25. April 2008 verkündete Shearman & Sterling, dass sich der durch den Zusammenschluss mit Schilling Zutt Anschütz entstandene Standort in Mannheim Mitte des Jahres 2008 abspalten werde und künftig als Rechtsanwalts-Aktiengesellschaft unter dem Namen SZA Schilling, Zutt & Anschütz tätig sein wird. Die Büros in Düsseldorf und München wurden im Jahr 2013 geschlossen. Das Münchner Büro wurde im März 2021 wiedereröffnet. Damit präsentiert sich Shearman nunmehr wieder mit zwei Standorten in Deutschland.
Die Kanzlei war von 2003 bis 2012 Sponsor der internationalen Endrunde  der Philip C. Jessup International Law Moot Court Competition in den USA.
Am 21. Mai 2023 kündigten Allen & Overy und Shearman & Sterling ihre Fusion unter dem neuen Namen A&O Shearman an. Die Fusion wurde am 1. Mai 2024 vollzogen.

## Standorte
Das Unternehmen betreibt Standorte in Abu Dhabi, Austin, Brüssel, Dallas, Dubai, Hongkong, Houston, Frankfurt am Main, London, Mailand, New York City, Palo Alto, Paris, Peking, Rom, Riad, San Francisco, São Paulo, Seoul, Shanghai, Singapur, Tokio, Toronto und Washington, D.C.